# يان بون
يان بون (بالإنجليزية: Ian Bone)‏ (1956)؛ روائي أسترالي.